# مولروسا
مولروسا (به اسپانیایی: Mollerusa) یک دهستان‌ در اسپانیا است که در Pla d'Urgell واقع شده‌است.

## خصوصیات
مولروسا ۷٫۱ کیلومترمربع مساحت و ۱۴٬۹۶۳ نفر جمعیت دارد و ۲۵۰ متر بالاتر از سطح دریا واقع شده‌است.

## نگارخانه

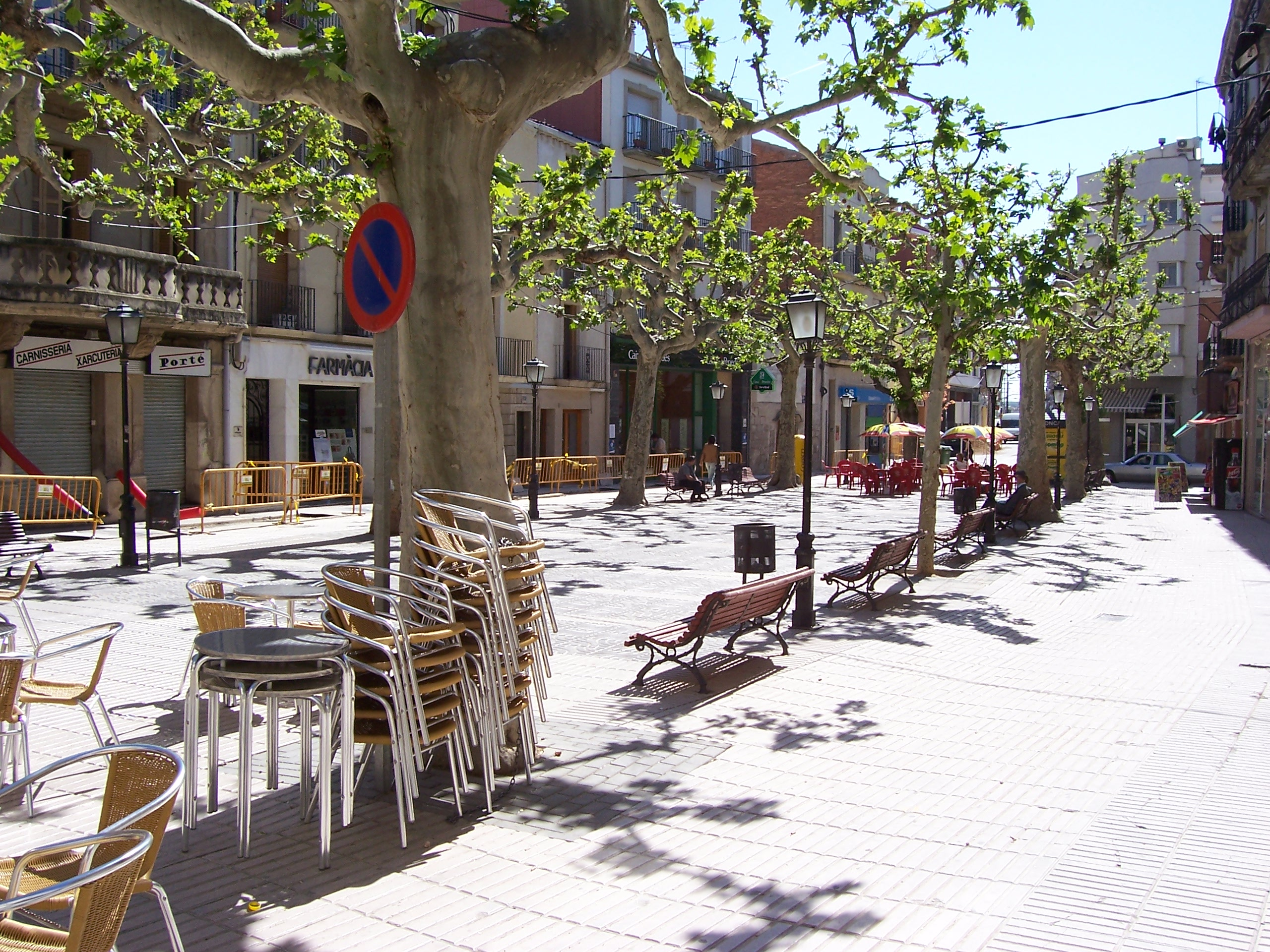
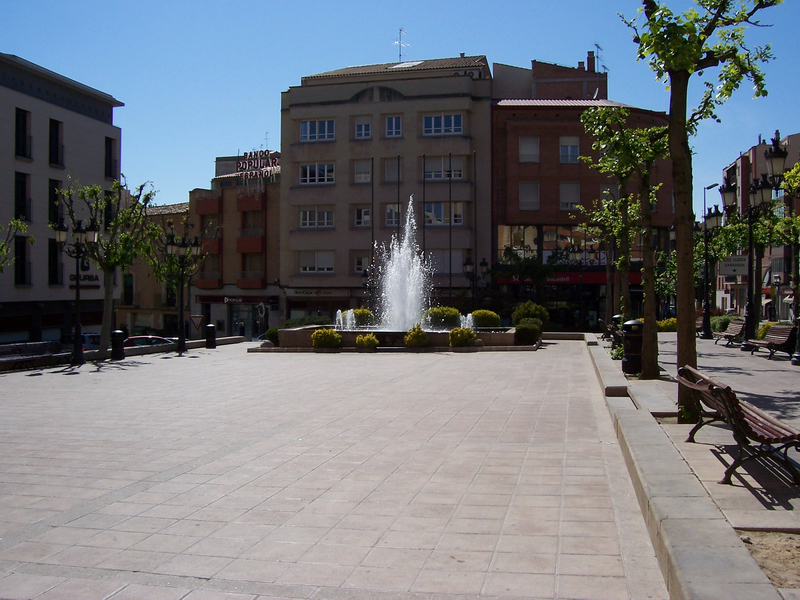
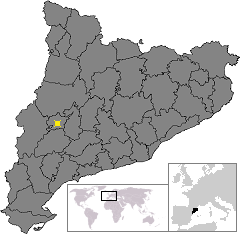